# Shahrestān di Kovsar
Lo shahrestān di Kovsar (farsi شهرستان کوثر) è uno dei 10 shahrestān della provincia di Ardabil, in Iran. Il capoluogo è Gayuy. Lo shahrestān è suddiviso in 2 circoscrizioni (bakhsh): 
- Centrale (بخش مرکزی)
- Firooz (بخش فیروز)